# إيان غودوين
إيان غودوين (بالإنجليزية: Ian Goodwin)‏ هو لاعب كرة قدم بريطاني في مركز الدفاع، ولد في 14 نوفمبر 1950 في Irlam ‏ في المملكة المتحدة. لعب مع نونيتون بورو ‏.